# Towle Point
Der Towle Point ist eine Landspitze am nordöstlichen Ende der antarktischen Ross-Insel. Sie liegt 1,5 km nördlich des Post Office Hill.
Das Advisory Committee on Antarctic Names benannte sie im Jahr 2000 nach der USNS Private John R. Towle, einem zwischen 1956 und 1980 in antarktischen Gewässern eingesetzten Frachtschiff.